# Megalogomphus
Megalogomphus is een geslacht van libellen (Odonata) uit de familie van de rombouten (Gomphidae).

## Soorten
Megalogomphus omvat 11 soort:
- Megalogomphus bicornutus (Fraser, 1922)
- Megalogomphus ceylonicus (Laidlaw, 1922)
- Megalogomphus cochinchinensis (Selys, 1878)
- Megalogomphus flavicolor (Fraser, 1923)
- Megalogomphus hannyngtoni (Fraser, 1923)
- Megalogomphus icterops (Martin, 1903)
- Megalogomphus junghuhni Lieftinck, 1934
- Megalogomphus smithii (Selys, 1854)
- Megalogomphus sommeri (Selys, 1854)
- Megalogomphus sumatranus (Krüger, 1899)
- Megalogomphus superbus Fraser, 1931